# Gary Geldart
Gary Daniel Geldart (Moncton, Új-Brunswick, Kanada, 1950. június 14. –) kanadai profi jégkorongozó.

## Életpályája
Junior karrierjét az OHA-s Hamilton Red Wingsben kezdte 1968-ban és a következő szezon egy részét is itt játszotta, majd átkerült a London Knightsba. Az 1970-es NHL-amatőr drafton Minnesota North Stars választotta ki a hetedik kör 89. helyén. Ezután négy mérkőzést játszott az NHL-ben. Két és fél idényt játszott az AHL-es Cleveland Baronsban, majd egy fél idényt a Jacksonville Baronsban. 1973-76 között az AHL-es (American Hockey League) Nova Scotia Voyageursban játszott, ezután két szezont a New Haven Nighthawksban. 1978-ban visszavonult.

## Díjai
- Calder-kupa: 1976
- AHL Második All-Star Csapat: 1977